# 东风街道 (商丘市)
东风街道，是中华人民共和国河南省商丘市梁园区下辖的一个乡镇级行政单位。

## 行政区划
东风街道下辖以下地区：
光复社区、花园社区、胜利社区、东风社区、中原社区、东清真寺社区、北站社区、东宿舍社区和亚翔社区。